# Joruri
Joruri（読み: ジョールリ）は、Ruby (Ruby on Rails) + MySQLで開発されたオープンソースのコンテンツ管理システム (CMS)。基本となるCMS以外にもそこから派生したグループウェア等が存在する。

## 概要
Joruriの基本となるCMSは、正式にはJoruri CMSと呼ばれる。Joruriは、Japan Originated Ruby-based RESTful and Integrated CMS の頭文字とされており、「日本から生み出され、ルビーをベースにし、REST規約に従った、統合されたCMS」という意味を持つ。また人形浄瑠璃の三人遣いのように、すばらしいホームページを裏で支えるという意味が込められている。 徳島県と株式会社アイ･ディ･エスにより共同開発されたもので、2010年3月23日に、オープンソースソフトウェア (OSS) として一般公開された。
次いで、JoruriのCMSのシステム管理部分を基盤として徳島県庁用のグループウェア機能の拡張が行われており、これはJoruri Gw（読み: ジョールリ・グループウェア）と命名され、2011年5月23日にオープンソースとして公開された。2011年10月からは徳島県が公開しているJoruri以外のオープンソース製品と合わせて自治体OSSキットとしても普及活動が行われている。

## 開発経緯
徳島県は2009年9月当時、グループウェアとホームページ管理（作成・編集）にLotus Notesを導入していた。同ソフトのサポート終了期限が到来するためバージョンアップを検討したところ、利用ユーザー約4,000人のバージョンアップに約8,000万円の費用がかかることが判明した。そのため徳島県では、無償で利用できるOSSの調査を開始して候補となったのが島根県CMSであった。島根県CMSの導入を前提に構築が可能な企業を公募したところ、株式会社アイ･ディ･エスが約1,000万円で請け負うことになった。同社が島根県CMSをカスタマイズする方針のもと、徳島県ホームページの機能の引き継ぎ・徳島県からの発注仕様書を詳細に検討した結果、島根県CMSを改変するよりも、新規開発するほうが適切との判断に至った。島根県CMSを参考に開発されているものの、ソースコードは流用せずフルスクラッチで開発された。

## 特徴
- データベースにMySQLを採用するなど、すべてオープンソースで構成されているためライセンス料が不要
- 数万ページ程度のサイトを問題なく作成・運用可能
- アクセシビリティを向上させる機能
  - ブラウザにプラグインをインストールすることなく、文字を音声合成して読み上げる機能（Galatea Projectの成果を利用）
  - 文字サイズ変更・背景色変更・ふりがな表示の有無の各種ボタンをホームページに配置
- 携帯電話向けのホームページを自動的に作成

## 発展
Joruri CMSは、汎用的なCMSとして既に150サイト以上で稼働しているが、自治体サイト向けのテンプレートを標準添付しているため、自治体サイトでは80サイト以上の自治体で利用されるまでに利用範囲が拡がって来ている。
Joruri CMSを基盤として生み出されたプロダクトは、Joruri Gw,Joruri Mail以降も、SNS製品であるJoruri Plus+や、動画を管理できるJoruri Videoなどがオープンソース公開されており、特に2014年には「徳島県総合地図提供システム」を稼働させているWebGIS製品であるJoruri Mapsがオープンソースとして公開され、統合型の地理情報システム分野へも発展して来ている。
また、最近においては、Joruri GwやJoruri Mailから派生したグループウェアである「縁sys（えにしす）」という製品もオープンソース公開されている。

## 歴史
- 2009年10月26日、徳島県のホームページがJoruriで運用開始
- 2010年03月23日、Joruri CMSをオープンソースとして公開
- 2011年03月10日、第3回フクオカRuby大賞優秀賞をJoruri CMSが受賞
- 2011年03月23日、Joruri Mailをオープンソースとして公開
- 2011年05月23日、Joruri Gwをオープンソースとして公開
- 2012年02月23日、第4回フクオカRuby大賞優秀賞をJoruri Gwが受賞（Joruri CMSに続いて2年連続受賞）
- 2012年11月23日、Joruri Plus+、Joruri Videoをオープンソース公開
- 2014年02月22日、Joruri Mapsが第6回フクオカRuby大賞企業賞(Engine Yard賞)を受賞
- 2014年05月23日、Joruri Mapsをオープンソースとして公開
- 2016年06月02日、Joruri DMSをオープンソースとして公開
- 2017年08月10日、Joruri CMS 2017 Release 1をリリース